# A Modern Hero
A Modern Hero ist ein US-amerikanischer Spielfilm aus dem Jahre 1934 von G. W. Pabst.

## Handlung
Irgendwo in einer amerikanischen Kleinstadt im Bundesstaat Illinois. Eines Tages bezieht dort ein französischer Zirkus Quartier, und mit ihm auch der Kunstreiter Pierre Radier. Er lernt die Einheimische Joanna Ryan kennen, und beide verbringen eine Liebesnacht miteinander. Joanna wird schwanger, und Pierre bietet ihr daraufhin an, sie zu heiraten. Doch Joanna lehnt ab, sie glaubt nicht, dass beide füreinander geschaffen sind. Und so nimmt sie stattdessen den Heiratsantrag des bodenständigen Einheimischen Elmer Croy an. Pierre erweist sich als Gentleman und erbietet sich, wenigstens für den finanziellen Unterhalt des ungeborenen Kindes zu sorgen.
Pierre verabscheut das Zirkusleben und nimmt daher gern das Angebot seines Freundes Henry Mueller an, Partner in dessen Fahrradgeschäft zu werden. Für ihn verbindet sich damit auch die Hoffnung, in den USA ein neues Leben beginnen zu können. Madame Azais, seine alkoholkranke Mutter, ist jedoch gegen die Entscheidung Pierres. Um bei Muellers Fahrradladen vernünftig einsteigen zu können, fehlt Pierre jedoch das nötige Investitionskapital, und so macht er sich an die junge Witwe Leah Ernst heran, die sehr an ihm interessiert zu sein scheint. Pierre bekommt das Geld, und sein und Muellers Geschäft blüht und gedeiht. Doch Pierre will höher hinaus, und er überredet seinen Partner Mueller, das Geschäft auf die Produktion von Autos auszuweiten. Jahrelang investieren sie Mühe, Geld und Arbeit in die Entwicklung eines neuen Automobils.
Eines Tages haben Mueller und Radier großes Glück, denn in ihrer unmittelbarer Nähe bleibt der Multimillionär Homer Flint mit seinem Wagen liegen, und so kommt man ins Gespräch. Flint zeigt sich interessiert, Radiers Einzelstück in Massenproduktion herzustellen. Pierre hat auch hier Erfolg und steigt weiterhin die Karriereleiter aufwärts: er wird Flints Geschäftspartner und verlobt sich auch noch mit dessen Tochter Hazel. Pierre hat es weit gebracht, hat seine armselige Zirkusherkunft hinter sich gelassen, ja sogar seinen Namen in Paul Rader geändert und die US-amerikanische Staatsbürgerschaft angenommen. Als er und Hazel eines Tages beim Golfen sind, wird ihnen ein junger Caddy zur Seite gestellt, der sich Pierre Croy nennt. Sofort erkennt Paul, dass es sich dabei um seinen unehelich gezeugten Sohn handeln muss. Interessiert an dessen Weiterkommen, betätigt sich Paul Rader als dessen Wohltäter und fördert ihn, wo er nur kann. Seine eigene Ehe bleibt ebenso kinderlos wie unglücklich, und Paul bittet die Kindesmutter Joanna, den Jungen, also ihren gemeinsamen Sohn, adoptieren zu dürfen. Doch Joanna lehnt dies kategorisch ab. Immerhin gestattet sie ihrem One-Night-Stand, später, wenn Pierre erst einmal größer sein sollte, dessen Ausbildung an einem Eliteinternat zu finanzieren.
Jahre sind seitdem vergangen, und Paul begleitet Pierre zu seiner neuen Schule. Zeitgleich beginnt Paul eine Affäre mit der Engländerin Lady Claire Benston. Paul will sich nun endgültig von seinem alten Partner Flint finanziell unabhängig machen und riskiert daher sein gesamtes Vermögen, indem er es einem windigen Börsianer in die Hand drückt, der versuchen soll, mit den Aktien von seiner und Flints Autofirma zu spekulieren. Flint bekommt davon Wind und warnt seinen Kompagnon vor derlei Machenschaften, doch vergeblich: Paul lässt sich in seinen hochriskanten Geschäftsplänen von niemandem abbringen. Zeitgleich eröffnet er Pierre, dass er dessen biologischer Vater ist. Er will mit seinem Sohn in Zukunft auch eine geschäftliche Partnerschaft eingehen.
Doch es kommt, wie es kommen muss. Paul hat sich mit seinen Aktienmanipulationen gründlich verspekuliert, und der Mann, dem er sein Geld anvertraut hat, ist ein ausgemachter Betrüger und Gauner, der sich sofort absetzt und mit Pauls Geld sowie 70.000 Dollar, die Paul von Lady Benston erhalten hat, untertaucht. Die Britin ist sehr erzürnt und macht Paul klar, dass sie nichts mehr mit ihm zu tun haben wolle. Dann aber erhält der Bankrotteur eine Nachricht, die ihn endgültig am Boden zerstört: Pierre kommt bei einem Autounfall ums Leben – ausgerechnet mit demjenigen Fahrzeug, das Paul Pierre zu dessen letztem Geburtstag geschenkt hatte. In tiefer Trauer überbringt Paul Pierres Leiche seiner Mutter, die sich voller Grimm von ihm abwendet. Angesichts dieser tragischen Ereignisse erweist sich auch Pauls Ehe mit Hazel als unrettbar zerrüttet, da diese von Pauls bislang ihr gegenüber verheimlichter Vaterschaft erfährt. Paul ist bankrott und herzkrank, er sucht Rat und Trost bei der einzigen Person, die ihm noch geblieben ist: seiner Mutter. Sie versucht ihren Sohn zu trösten und ermahnt ihn, dass er nun wisse, was im Leben wirklich wichtig sei und was nicht. Sie rät Paul, Amerika hinter sich zu lassen und nach Frankreich heimzukehren. So gestärkt, plant Paul einen Neubeginn.

## Produktionsnotizen
Georg Wilhelm Pabst, seit 1932 Frankreich-Resident, war von dort am 11. Oktober 1933 in die USA abgereist, um eine amerikanische Filmkarriere ins Auge zu fassen. A Modern Hero sollte sein erster Versuch werden und entstand in den letzten Wochen desselben Jahres. Es blieb seine einzige US-Filmregie. Die Uraufführung fand am 21. April 1934 statt. In Deutschland wurde der Streifen trotz des prominenten Regisseurs nie gezeigt, die erste hiesige Fernsehausstrahlung erfolgte im deutsch-französischen Spartenkanal ARTE am 7. April 1997.
Die Bauten entwarf Robert M. Haas, die Kostüme Orry-Kelly. Leo F. Forbstein dirigierte das Vitaphone Orchestra. Dem der englischen Sprache nur unzureichend zugetane Pabst wurde ein Dialogregisseur namens Arthur Greville Collins zur Seite gestellt.
Pabst kehrte nach den schlechten Kritiken zu diesem künstlerischen wie kommerziellen Flop enttäuscht nach Frankreich zurück und konnte dort erst 1936 seine Filmkarriere fortsetzen.

## Kritiken
„Grundsätzlich schwach hinsichtlich Inhalt und Charakterisierung.“

„Nicht überzeugende Geschichte über Moral, dargestellt und präsentiert mit einigen netten Ansätzen.“

„Nach einem Roman von Louis Bromfield entwirft er die Geschichte eines gebürtigen Europäers, der es in den USA der 20er Jahre mit Ehrgeiz und Skrupellosigkeit vom Zirkusreiter zu einem Mitglied der Hochfinanz bringt. Erst der Börsenkrach beendet seine Glückssträhne. Pabst wurde ein ‚dialog director‘ zur Seite gestellt, dennoch warfen ihm die amerikanischen Kritiker eine unzugängliche Sprache vor. Der Film wurde ein Mißerfolg.“